# Gbhan
Gbhan은 대한민국의 모터사이클 선수이다. 현재는 GBHAN 라이딩스쿨을 운영하고 있다.

## 수상경력
2018
7h 내구레이스 퍼스트 3위
강원인제 gimsf 내구레이스 3위
2019
강원인제 gimsf 5h 내구레이스 1위
모토피스타 moto300 1라운드 1위
모토피스타 moto300 2라운드 1위
모토피스타 moto300 3라운드 1위
모토피스타 시즌통합 1위
2019 올해의 선수
인제군수배 2h 내구레이스 2위
2020
KRRC 600n 3라운드 1위 
KRRC 600n 2라운드 2위 
krrc 600n 시즌종합 3위
motul kmrc me2h 내구레이스 2위
motul kmrc mt1 1라운드 2위
motul kmrc mt1 3라운드 2위
모토피스타 moto300 1라운드 1위
모토피스타 moto300 2라운드 2위
모토피스타 pista600 1라운드 1위
모토피스타 pista600 2라운드 1위
2021
KRRC SS600 시즌종합 2위
KSEF 7H 내구레이스 프로클레스 2위
SS600 2라운드 1위
2022
KRRC 1000N 1라운드 2위
KRRC 1000N 3라운드 1위
KRRC 1000N 2라운드 1위
KRRC 1000N 시즌종합 1위
MOTOPISTA 1000 1라운드 2위
MOTOPISTA 1000 2라운드 4위
MOTOPISTA 1000 3라운드 2위
MOTOPISTA 1000 4라운드 3위
MOTOPISTA 1000 5라운드 1위
모토피스타 시즌종합 2위
전라남도 KIC컵 3라운드 2위
태백 TTF T1클레스 1라운드 4위
2023 현재
HJC 레이싱선수 후원 협약체결
한국이륜차안전보급협회 2022~2023 YTEC 시니어 인스트럭터 